# Witold Stefański (filolog)
Witold  Stefański (ur. 29 maja 1953 w Łodzi, zm. 20 czerwca 2013) – polski filolog, specjalizujący się w filologii klasycznej, latynistyce oraz neolatynistyce, profesor nadzwyczajny Wydziału Filologicznego na Uniwersytecie Mikołaja Kopernika w Toruniu.
Studiował filologię romańską na Uniwersytecie Poznańskim, studia ukończył w 1980 roku, pod opieką Stanisława Gniadka. W latach 1977–1993 był pracownikiem Uniwersytetu Poznańskiego,  w 1983 uzyskał na niej doktorat. Tematem jego rozprawy był System fonetyczny języka łacińskiego na podstawie De Litteris, syllabs, metris libri ires Terentiauusa Maurusa(sic), a promotorem Ignacy  Lewandowski. W 1991 roku uzyskał stopień doktora habilitowanego nauk humanistycznych w zakresie językoznawstwa, na podstawie rozprawy The diathesis in Indo-European. W 1993 roku otrzymał stanowisko profesora nadzwyczajnego oraz kierownika Katedry Filologii Romańskiej na Uniwersytecie Mikołaja Kopernika. 
Był dwukrotnie stypendystą Fundacji im. A. v. Humboldta. 